# Ryūtarō Matsumoto
Pour les articles homonymes, voir Matsumoto.
Ryūtarō Matsumoto (松本 隆太郎, Matsumoto Ryūtarō), né le 16 janvier 1986 à Chiyoda, est un lutteur gréco-romain japonais.

## Biographie
Le 6 août 2012, il obtient la médaille de bronze aux Jeux olympiques de Londres en catégorie des moins de 60 kg.